# Skärsjön (Järlåsa socken, Uppland)
Skärsjön är en sjö i Heby kommun och Uppsala kommun i Uppland och ingår i Norrströms huvudavrinningsområde. Sjön är 2,3 meter djup, har en yta på 0,235 kvadratkilometer och befinner sig 69 meter över havet. Sjön avvattnas av vattendraget Bredsjöbäcken. Vid provfiske har abborre, gädda, mört och ruda fångats i sjön.

## Delavrinningsområde
Skärsjön ingår i det delavrinningsområde (664490-157415) som SMHI kallar för Inloppet i Bredsjön. Medelhöjden är 76 meter över havet och ytan är 7,64 kvadratkilometer. Det finns inga avrinningsområden uppströms utan avrinningsområdet är högsta punkten. Bredsjöbäcken som avvattnar avrinningsområdet har biflödesordning 5, vilket innebär att vattnet flödar genom totalt 5 vattendrag innan det når havet efter 123 kilometer. Avrinningsområdet består mestadels av skog (77 procent). Avrinningsområdet har 0,24 kvadratkilometer vattenytor vilket ger det en sjöprocent på 3,1 procent.